# Шарф, Эдвин
Эдвин Пауль Шарф (нем. Edwin Paul Scharff; 21 марта 1887, Ной-Ульм — 18 мая 1955, Гамбург) — немецкий скульптор, медальер, художник и график.

## Биография
В возрасте 15 лет Эдвин Шарф покинул родной город и приехал в Мюнхен, где в 1903—1907 годах обучался в школе прикладного искусства в классе Людвига фон Гертериха, а затем и в Баварской королевской академии художеств. К 1906 году относятся его первые скульптурные работы, и к 1908 — первые графические альбомы и папки с эскизами. В 1912—1913 годах молодой скульптор проживал в Париже, где познакомился с Жюлем Паскином. По возвращении в Мюнхен в 1913 году Шарф стал одним из основателей художественного движения Мюнхенский сецессион. После этого Эдвин Шарф обращался преимущественно к скульптуре, этот период является одним из самых продуктивных в творчестве мастера. В 1923 году Шарф получил должность профессора в Берлинском университете искусств, после чего получил и выполнил многочисленные заказы на изготовление памятников, бюстов и медалей.
После прихода в Германии к власти национал-социалистов Э. Шарф перевёлся из Берлина в Дюссельдорфскую художественную академию. К проходившей в 1937 году там выставке «Народ-созидатель» (Reichsausstellung Schaffendes Volk) он получает официальный заказ стоимостью более чем в 100 тысяч рейхсмарок на создание двух фигур для украшения входа. Однако вскоре после этого творчество Э. Шарфа было заклеймено как относящееся к дегенеративному искусству; в том же 1937 году он был «отправлен в бессрочный отпуск» с запрещением впоследствии заниматься преподавательской деятельностью. Три его работы были выставлены в июле 1937 года на пропагандистской экспозиции «дегенеративного искусства», 46 произведений скульптора были уничтожены.
С 1946 и до самой своей смерти в 1955 году скульптор преподавал в Художественной школе земли Гамбург. Участник международных выставок современного искусства documenta I (1955) и documenta II (1959) в Касселе. В 1999 году в Ной-Ульме был открыт музей Эдвина Шарфа. В его честь также была учреждена художественная «премия Эдвина Шарфа».
Скульптуры Э. Шарфа изображают как людей, так и животных — из них в особенности удачными являются работы, посвящённые лошадям. В творчестве его ощущается влияние таких течений современного искусства, как экспрессионизм и кубизм.

## Галерея

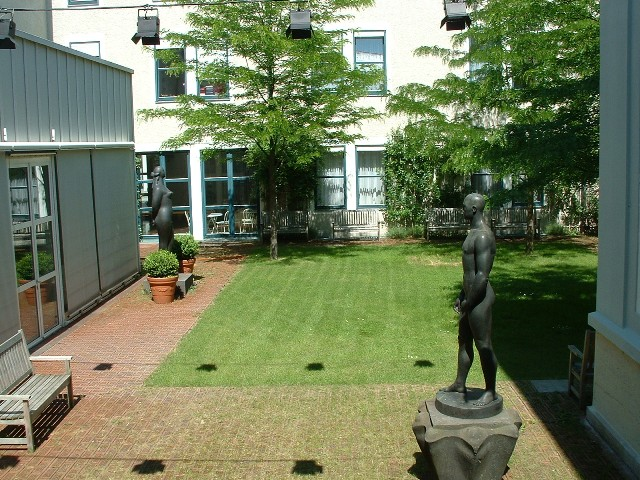
Две скульптуры Э. Шарфа во внутреннем дворе музея в Ной-Ульме
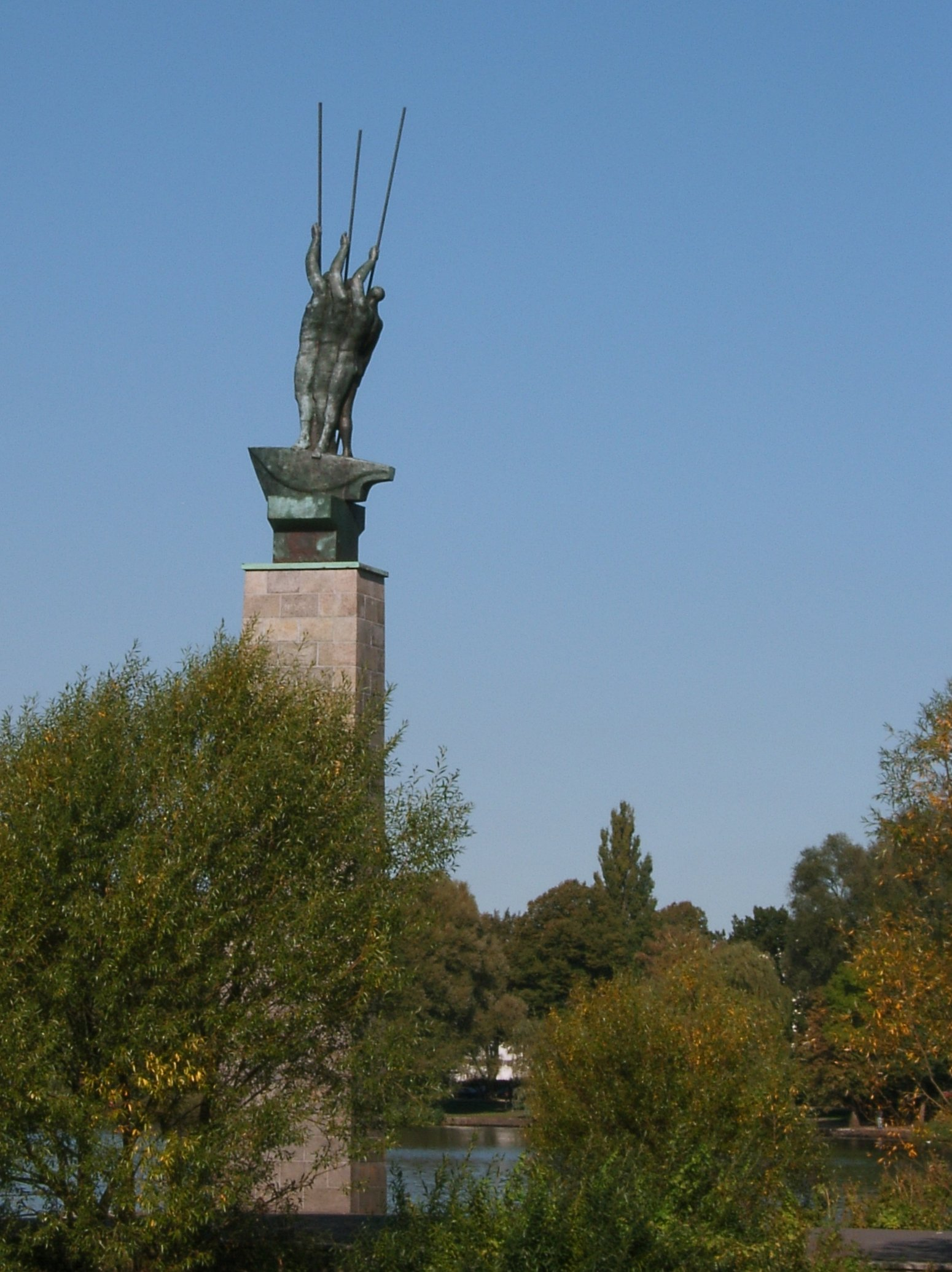
Трое в лодке, Гамбург
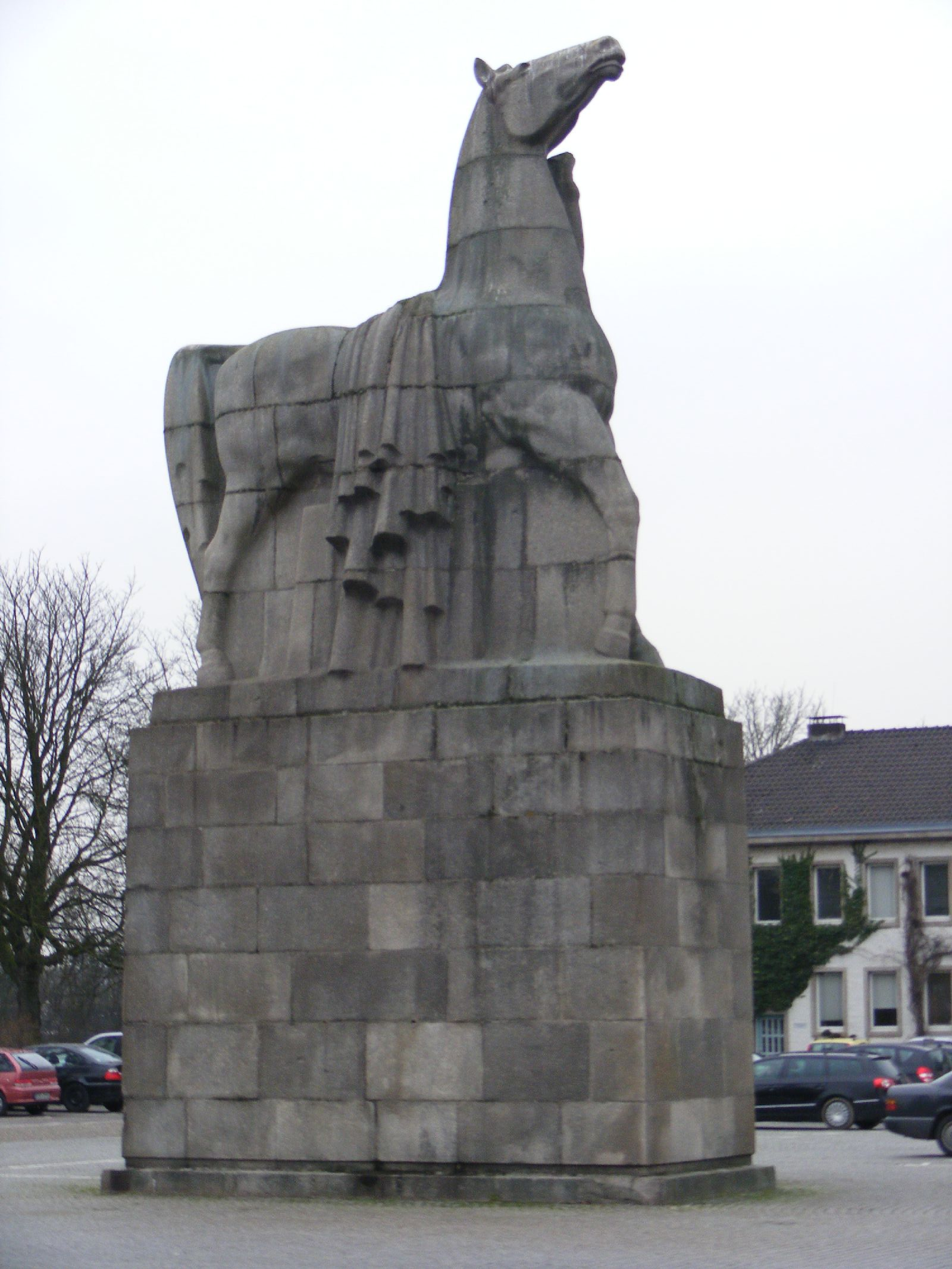
Боевой конь, Дюссельдорф (1937)
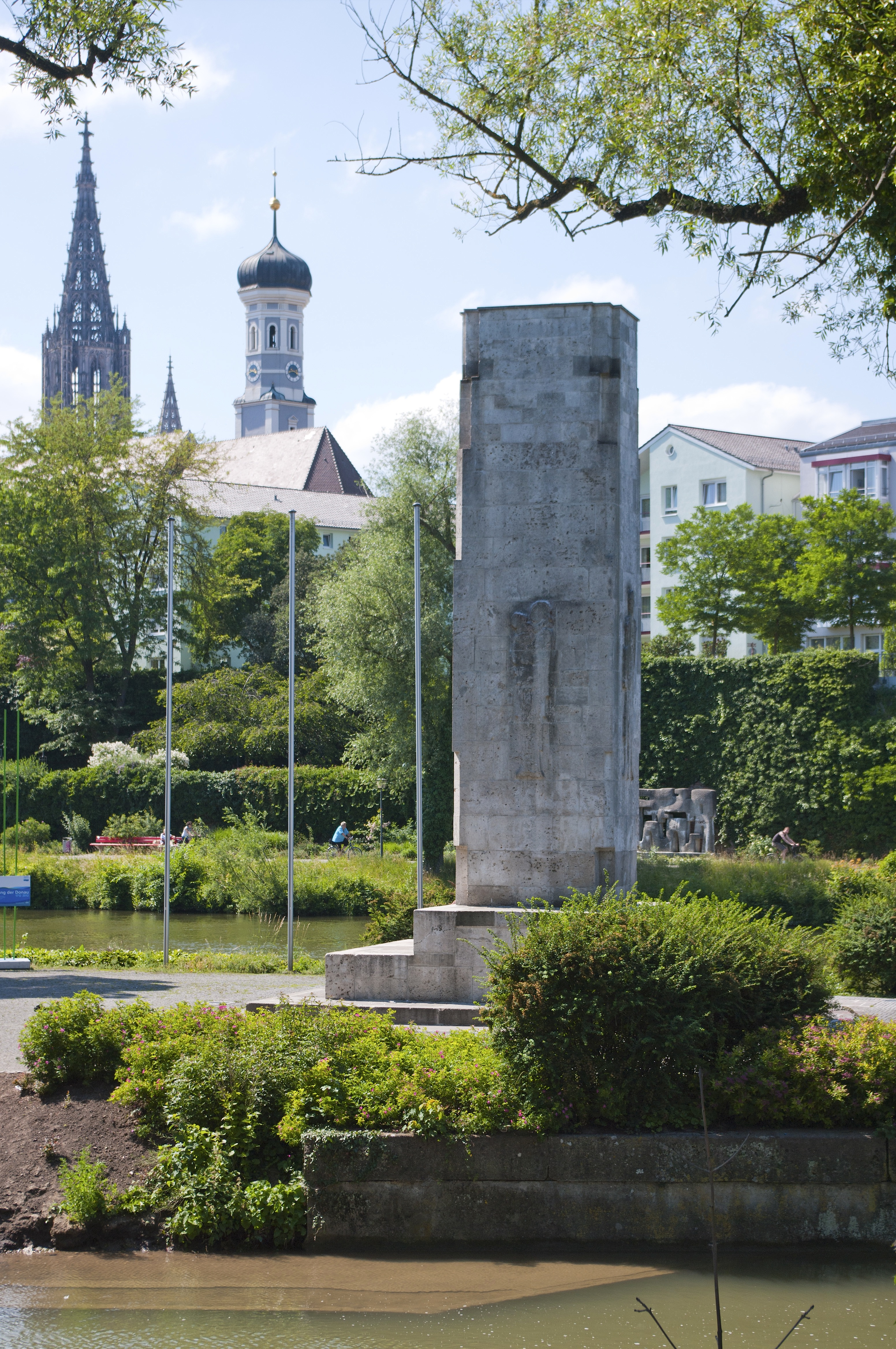
Памятник жертвам войны, Ной-Ульм (1932)